# Feld (Gemeinde St. Veit in Defereggen)
Feld ist eine Rotte der Fraktion Bruggen in der Gemeinde St. Veit in Defereggen im Defereggental (Osttirol).

## Geographie
Feld liegt in 1.290 Metern Höhe am Talboden des Defereggentals nördlich der Schwarzach. Östlich von Feld liegt die Rotte Mentlerboden, von der Feld durch die Gassen Mure getrennt wird. Südöstlich, am gegenüberliegenden Ufer der Schwarzach liegt der Ortsteil Schnall, westlich, getrennt durch den Froditzbach das Dorf Bruggen. Die Rotte erstreckt sich über eine Länge von rund 500 Metern nördlich der Defereggentalstraße. Durch den Ort fließt der Loitenbach.
Feld umfasst 26 Adressen (Stand Juli 2022), darunter zwölf Hofstellen, das Gasthaus Defreggerhof (Bruggen 19) und ein Feuerwehrhaus der Freiwilligen Feuerwehr. Westlich des Loitenbachs befinden sich die Hofstellen Damisn (Bruggen 18), Jörgelis (Bruggen 20) und Matzen (Bruggen 21), östlich die Hofstellen Perlis (Bruggen 22), Obermüller (Bruggen 23), Tegischerhaus (Bruggen 24), Mariedlis (Bruggen 40), Gasserlis (Bruggen 42), Katlis (Bruggen 43), Rauterlis (Bruggen 49), Hochgallblick (Bruggen 65) und Köfler-Peter (Bruggen 78). Als landwirtschaftliche Betriebe werden jedoch nur noch die Höfe Rauterlis, Jörgelis, Perlis und Obermüller ausgewiesen.

## Geschichte
Die Besiedelung im Bereich der Rotte Feld geht auf die Schwaige (Urhof) „am Veldt“ zurück. Auf der als Erblehen vergebenen Schwaige war von 1602 bis 1671 der jeweilige Wirt Richter des salzburgerischen Defereggental vom Trojerbach bis zur Pressbrücke. Auf dem Gebiet der Schwaige Feld bestanden zudem die Rauten (Neurodungen) Oberwald, Unterwald sowie Tönig und Schnall. Dieses unterstanden den Grundherren Hebenstreit und Glurhör bzw. dem Amt Windisch-Matrei.
Feld wurde lange Zeit bei Volkszählungen nicht extra ausgewiesen, sondern bei Bruggen eingerechnet. Erst 1923 wird Feld als Streusiedlung mit 29 Häusern und 132 Einwohnern separat verzeichnet. Im Jahr 1951 wird Feld als Rotte mit 13 Häusern und 52 Einwohnern bezeichnet, wobei hier erstmals die Ortschaft Mendlerboden ausgewiesen wurde, die zuvor wahrscheinlich bei Feld eingerechnet worden war. 1961 wird Feld als Dorf mit 14 Häusern und 53 Einwohnern ausgewiesen, 1981 waren es 57 Menschen mit 21 Gebäuden bzw. 13 bewohnten Gebäuden. 1991 wurden in Feld 24 Gebäude und 52 Einwohner gezählt, es existierten vier land- und forstwirtschaftliche Betriebe. In der letzten Ausgabe der Ortsverzeichnisse 2001 klassifizierte die Statistik Austria Feld als Rotte.

## Bauwerke und sakrale Kunst

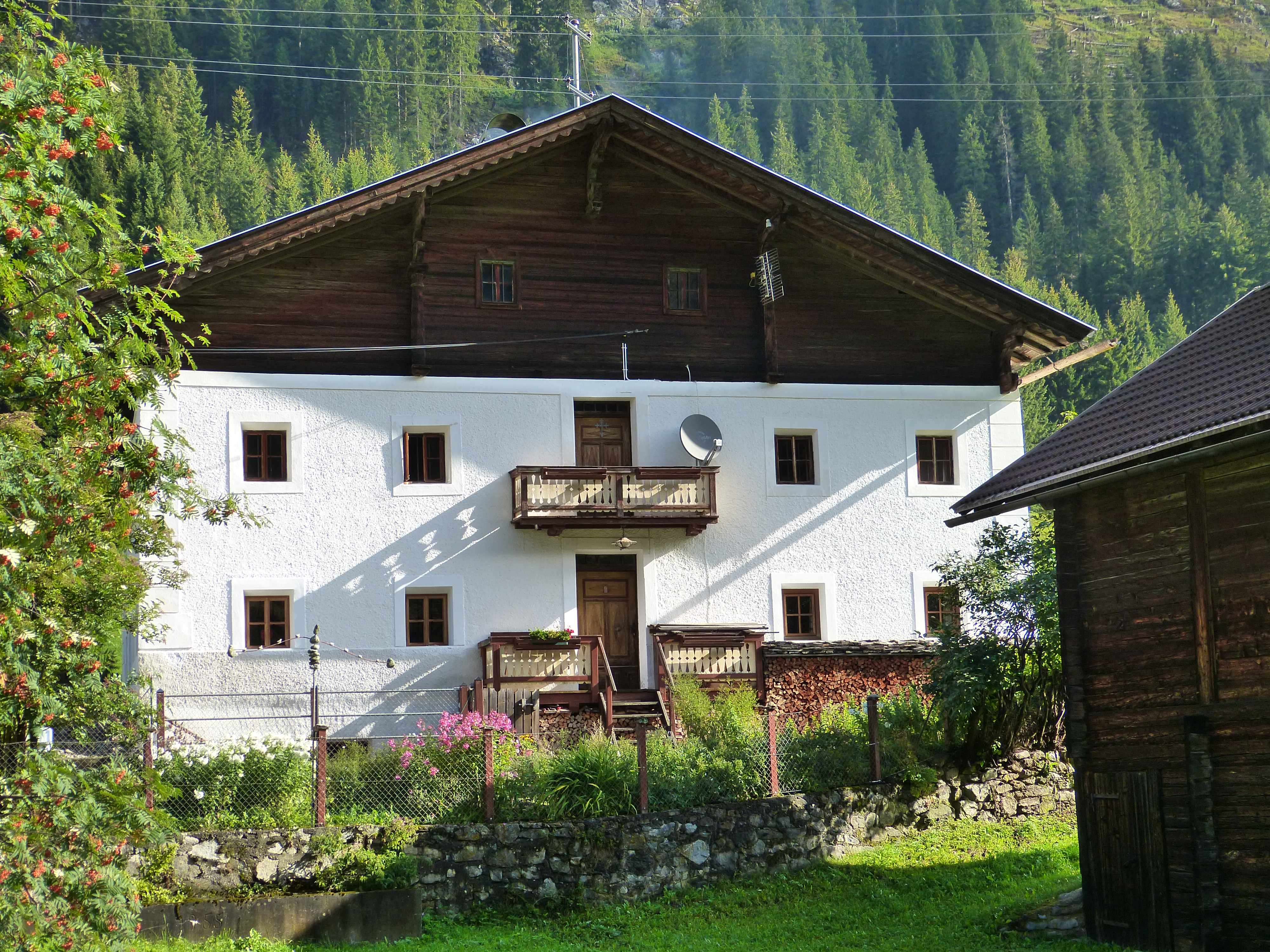
Der Paarhof Jörgeles, ehemaliges Gerichtshaus

Im westlichen Teil von Feld bilden die Höfe Damisn, Jörgelis und Matzen zusammen mit dem Defreggerhof ein Ensemble. Das Wohngebäude des ursprünglichen Paarhofes Damisn stammt im Kern aus dem 18. Jahrhundert, wurde jedoch 1980 umgebaut und überformt. Bei dem Gebäude handelt es sich um einen zweigeschoßigen Kantblockbau mit Blockpfettendach, Freitreppe und Obergeschoßsöller. Die Fassade wird durch geschnitzte, ornamental bemalte Pfettenkonsolen und bemalten Bundtram im Obergeschoß akzentuiert. Der Bauernhof Jörgelis wurde bereits 1592 als Teilgut der Schwaige am Velt genannt. Es handelt sich um das ehemalige Gerichtshaus, wobei die Anlage als Paarhof ausgeführt wurde. Der Kern des Wohngebäudes stammt aus dem 16. Jahrhundert mit Umbauten aus dem 19. Jahrhundert. Der für die Umgebung ungewöhnliche, zweigeschoßige Mauerbau besitzt einen gezimmerten Kniestock und ein Blockpfettendach. An den Giebeln finden sich geschnitzte, ornamental bemalte Rundsäulen, im Inneren eine tonnengewölbte Küche sowie zwei getäfelte Stuben. Im Obergeschoß befindet sich eine Kornkammer mit Stichkappengewölbe. Das zugehörige Wirtschaftsgebäude in Block- und Ständerbohlenbauweise stammt ebenfalls aus dem 16./19. Jahrhundert. Der Paarhof Matzen stammt vermutlich aus der ersten Hälfte des 19. Jahrhunderts. Es handelt sich um einen zweigeschoßigen Wohnbau in Kantblockbau auf Mauerfundametmit hölzerner Freitreppe und Söller sowie zugehörigem Wirtschaftsgebäude aus der ersten Hälfte des 20. Jahrhunderts. Komplettiert wird das Ensemble durch das Gasthaus Defereggerhof, ein viergeschoßiges Gasthaus mit Baukern aus dem 19. Jahrhundert, das über gemauerte Geschoße und einem darüberliegenden Kantblockbau mit Söller besteht.
In Feld bestehen drei Weg- bzw. Hauskreuze. Das Wegkreuz Obermüller aus der ersten Hälfte des 19. Jahrhunderts befindet sich gegenüber des gleichnamigen Bauernhofs (Bruggen 23) und besteht aus einem geschlossenen Bretterkasten auf gemauertem Sockel. Der vollplastische Corpus im Dreinageltypus wird von Gottvater in Halbfigur mit Heilig-Geisttaube auf einer Wolke thronend bekrönt. Das Wegkreuz Jörgelis befindet sich hinter dem Wohnhaus des Bauernhofs Jörgelis (Bruggen 29). Es stammt aus dem Ende des 19. Jahrhunderts und zeigt in geschlossenem Bretterkasten einen Corpus im Dreinageltypus mit geschnitzter Dornenkrone. Unweit findet sich zudem am Wohnhaus des Bauernhof Damisn (Bruggen 18) ein Hauskreuz in geschlossenem Bretterkasten aus der zweiten Hälfte des 20. Jahrhunderts, wobei sich hier bereits 1859 ein dokumentiertes Wegkreuz befand.